# Кольсько
Кольсько (пол. Kolsko, нім. Kolzig) — село в Польщі, у гміні Кольсько Новосольського повіту Любуського воєводства.
Населення — 971 особа (2011).
У 1975-1998 роках село належало до Зеленогурського воєводства.

## Демографія
Демографічна структура станом на 31 березня 2011 року:
|          | Загалом | Допрацездатний вік | Працездатний вік | Постпрацездатний вік |
| -------- | ------- | ------------------ | ---------------- | -------------------- |
| Чоловіки | 483     | 102                | 345              | 36                   |
| Жінки    | 488     | 101                | 295              | 92                   |
| Разом    | 971     | 203                | 640              | 128                  |